# Spoorlijn Reichenau-Tamins - Disentis

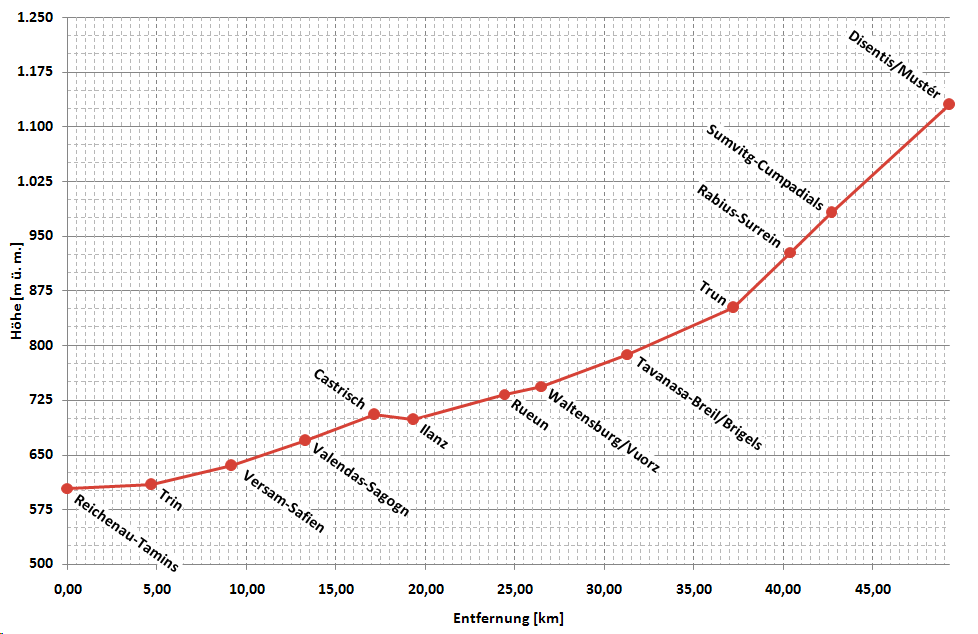
Hoogteprofiel van de spoorlijn

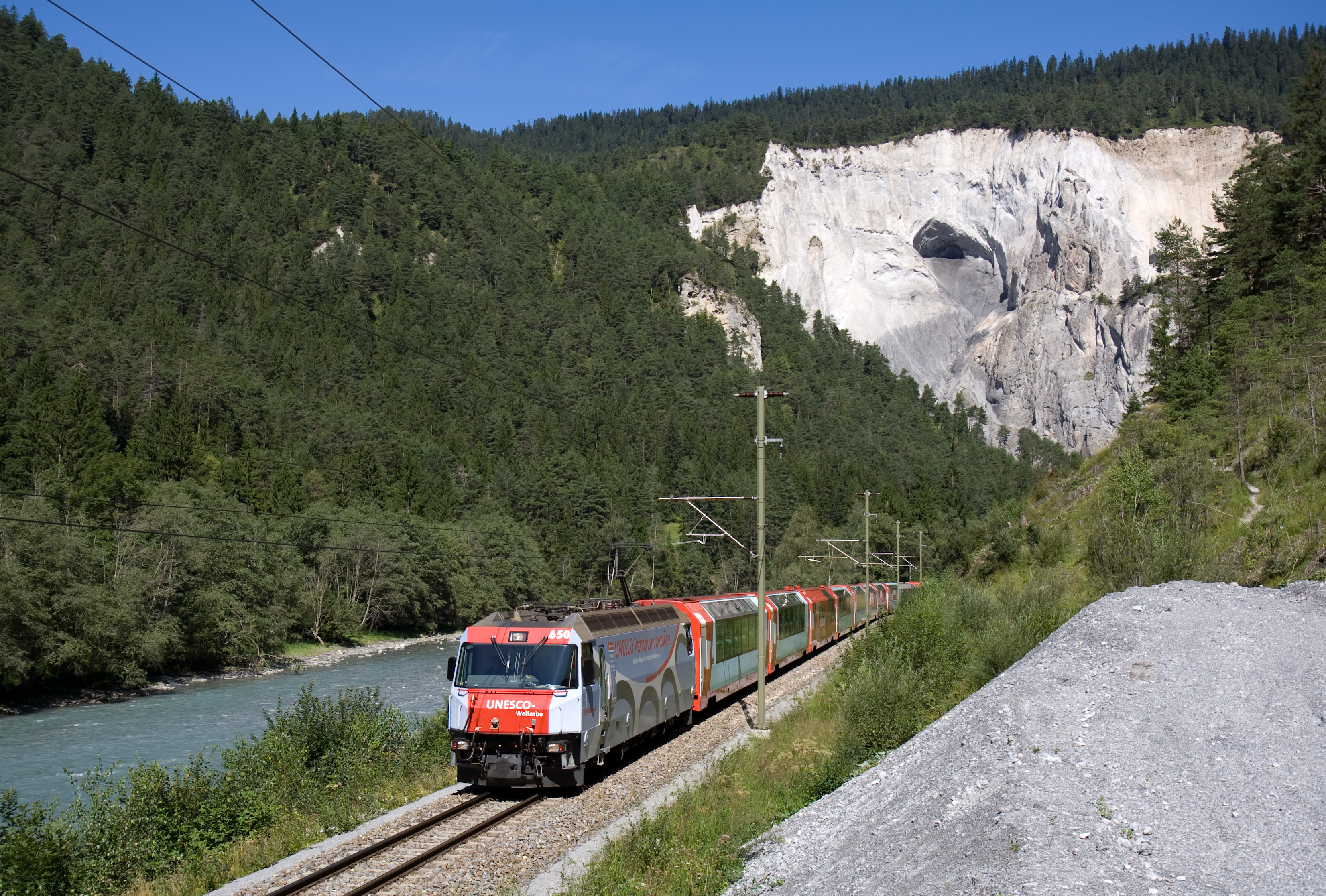
Twee gekoppelde stellen van de Glacier Express door de Ruinaulta